# James Pollock
Pour les articles homonymes, voir Pollock.
James Pollock (11 septembre 1810 - 1er avril 1890) est le 13e gouverneur de Pennsylvanie de 1855 à 1858.

## Biographie

### Carrière politique
James Pollock est diplômé du College of New Jersey à Princeton avant d'ouvrir un cabinet d'avocat dans sa ville natale, à Milton, en Pennsylvanie. Il est ensuite nommé procureur et juge et, en 1844, il est élu à la Chambre des représentants des États-Unis, où il exerce trois mandats successifs.
En tant que nouveau membre du Congrès, Pollock est logé dans la même chambre qu'un autre nouveau, Abraham Lincoln qui devient plus tard le 16e président des États-Unis, et ils développent rapidement un respect mutuel et une amitié de longue durée.
Pollock est l'un des premiers à soutenir Samuel Morse et son idée de télégraphe, et il joue un rôle déterminant pour que le Congrès des États-Unis affecte une petite somme à la construction de la première ligne.
En 1850, il reprend ses fonctions de juge dans le huitième district de Pennsylvanie.
Pollock est désigné par le parti Whig pour la course au poste de gouverneur en 1854, en pleine controverse autour de la loi Kansas-Nebraska. Une foule nombreuse assiste à sa cérémonie d'investiture le 16 janvier 1855. Les historiens pensent qu'il s'agit de la première cérémonie d'investiture en Pennsylvanie à se dérouler en plein air. Le nombre d'invités est estimé entre 10 000 et 15 000.

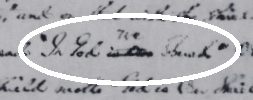
Salmon P. Chase, secrétaire au Trésor, écrit In God is Our Trust, barre is Our et écrit We pour arriver à In God We Trust dans une lettre du 9 décembre 1863 adressée à James Pollock, directeur de la Monnaie.

Sous son administration, la Pennsylvanie commence à vendre ses chemins de fer et ses canaux détenus par l'État, et il aide l'État à traverser la panique financière de 1857,. Il préside la délégation de la Pennsylvanie à la conférence de paix de 1861 (en) et est nommé par le président Lincoln directeur de la Monnaie de Philadelphie la même année. Alors qu'il dirigeait l'hôtel des monnaies des États-Unis, le secrétaire au Trésor Salmon P. Chase le charge, dans une lettre, de proposer des suggestions pour inclure « la confiance de notre peuple en Dieu » dans une devise figurant sur les pièces de monnaie américaines. Pollock propose plusieurs devises, dont Our Trust Is In God et God Our Trust, que Chase change finalement en In God We Trust. Pendant son mandat à la Monnaie, l'American Philosophical Society élit Pollock comme membre en 1863.
Pollock est membre de la National Reform Association, qui cherche à ajouter un amendement chrétien à la Constitution des États-Unis.
James Pollock est également été administrateur du Lafayette College de 1855 à 1876, et son président à partir de 1863. Il quitte son poste de directeur de la Monnaie en 1866 mais Ulysses Grant le nomme au même poste en 1869, et il y reste jusqu'en 1873.